# Odesia apicalitis
Odesia apicalitis är en stekelart som först beskrevs av Roy D. Shenefelt 1978.  Odesia apicalitis ingår i släktet Odesia och familjen bracksteklar. Inga underarter finns listade i Catalogue of Life.